# First Vienna FC
A First Vienna FC egy osztrák labdarúgóklub, melynek székhelye Bécsben található. 1894-ben alapították, ezzel Ausztria legrégebbi labdarúgóklubjának számít.

## Története
A klubot 1894. augusztus 22-én alapították. 1899-ben és 1900-ban megnyerte a Challenge kupát.
Az osztrák bajnoki címét hat (1931, 1933, 1942, 1943, 1944, 1955), az osztrák kupát három (1929, 1930, 1937) alkalommal szerezte meg.
A Közép-európai kupa 1931-es sorozatának döntőjében a Wiener AC együttesét győzte le két mérkőzésen és hódította el a serleget.
1943-ban a német kupát is sikerült megnyernie. Az Anschluss miatt ebben az időben az osztrák csapatok a német kupában indultak.
1968-ban ötven év után kiesett a másodosztálya. Ezt követően már nem tudta megismételni a korábbi sikeres éveket és liftezett az első és második vonal között. A másodosztályt két alkalommal nyerte meg (1975–76, 1985–86).
Szerepelt az UEFA-kupa 1988–89-es és az 1989–90-es sorozatában. Legutolsó jelentős eredménye az osztrák kupa döntője 1997-ben, ahol a Sturm Graz együttesétől kapott ki 2–1 arányban.

## Sikerlista
- Osztrák bajnokság (6): 1930–31, 1932–33, 1941–42, 1942–43, 1943–44, 1954–55
- Osztrák bajnoki ezüstérmes (6): 1923–24, 1925–26, 1931–32, 1935–36, 1956–57, 1960–61
- Osztrák kupa (3): 1928–29, 1929–30, 1936–37
- Osztrák kupadöntős (6): 1924–25, 1925–26, 1935–36, 1945–46, 1960–61, 1996–97
- Német kupa (1): 1943
- Közép-európai kupa (1): 1931
- Challenge Kupa (2): 1888–89, 1899–00

### Nemzetközi kupaszereplés
| Szezon  | Sorozat   | Forduló | Nemzet | Klub        | Hazai | Vendég | Összesítés |
| ------- | --------- | ------- | ------ | ----------- | ----- | ------ | ---------- |
| 1988–89 | UEFA-kupa | 1       | DEN    | Ikast FS    | 0–1   | 2–1    | 2–2        |
|         |           | 2       | FIN    | TPS Turku   | 1–2   | 1–0    | 2–2        |
| 1989–90 | UEFA-kupa | 1       | MLT    | Valletta    | 3–0   | 4–1    | 7–1        |
|         |           | 2       | GRE    | Olimbiakósz | 2–2   | 1–1    | 3–3        |